# Alexander Campbell
Alexander Campbell (Ballymena, condado de Antrim, Irlanda del Norte, 12 de septiembre de 1788 – Bethany, Virginia Occidental, EE. UU., 4 de marzo de 1866) fue un inmigrante escocés-irlandés que se convirtió en ministro ordenado en los Estados Unidos y se unió a su padre Thomas Campbell como líder de un esfuerzo de reforma que históricamente se conoce como el Movimiento de Restauración y por algunos como el "Movimiento de Stone-Campbell". Surgió en el desarrollo de las iglesias cristianas no confesionales, que subrayó la dependencia de las Escrituras y algunos aspectos esenciales. Campbell fue influenciado por esfuerzos similares en Escocia, antes de emigrar a los Estados Unidos. Fue influenciado por James y Robert Haldane, quienes hicieron hincapié en un retorno al Cristianismo original que se encuentra en el Nuevo Testamento. En 1832, el grupo de reformadores liderados por los Campbell se fusionó con un esfuerzo similar que comenzó bajo el liderazgo de Barton W. Stone en Kentucky. Sus congregaciones se identifican como Discípulos de Cristo o Iglesias Cristianas. Varios grupos de la iglesia americana tienen raíces históricas en los esfuerzos de los Campbell, incluyendo las iglesias de Cristo, las iglesias cristianas y la Iglesia Cristiana Evangélica en Canadá. Alexander Campbell también fundó el Bethany College en Bethany, Virginia Occidental.

## Primeros años y educación
Alexander Campbell nació el 12 de septiembre de 1788 cerca de Ballymena, en la parroquia de Broughshane, condado de Antrim, actual Irlanda del Norte. Sus padres fueron Thomas Campbell y Jane Corneigle Campbell, que eran de origen escocés. Como su padre, fue educado en la Universidad de Glasgow, donde fue grandemente influenciado por la filosofía de la Ilustración escocesa. También fue influenciado por el filósofo inglés John Locke. A los 21 años, Alexander emigró a los Estados Unidos con su madre y hermanos de Escocia, a unirse a su padre Thomas, que habían emigrado allí en 1807. El 3 de agosto de 1809 zarpó de Escocia a bordo del Latonia y aterrizó en Nueva York el 29 de septiembre, y luego viajó por tierra a Filadelfia. Continuaron hacia el oeste de Pensilvania, donde su padre Thomas ocupaba el cargo de ministro en el condado de Washington, Pensilvania, en ese entonces en la frontera. Alexander fue ordenado en la iglesia de Brush Run por su padre el 1 de enero de 1812.

## Matrimonio y vida privada
El año anterior, Campbell se había casado con Margaret Brown el 12 de marzo de 1811. El padre de Margaret, John Brown, tenía una cantidad significativa de tierra en la zona de Bethany, Virginia (actual Virginia Occidental). La pareja residía en lo que ahora se conoce como la Mansión de Alexander Campbell cerca de Betania. Su primera hija, Jane, nació el 13 de marzo de 1812. El nacimiento de su hija estimuló a Campbell a estudiar el tema del bautismo. Reunió cuantos libros pudo a favor y en contra del bautismo de niños y estudió los originales griegos del Nuevo Testamento. Finalmente, concluyó que la Escritura no apoya el bautismo de niños. Llegó a creer que las personas tenían que escoger conversión por sí mismos y bautismo no era apropiado hasta que lo hicieran. Tras la muerte de Margaret en 1827, Campbell se casó otra vez el año siguiente con Selina Huntington Bakewell en 31 de julio de 1828. Alexander Campbell murió el 4 de marzo de 1866 en Betania, Virginia Occidental. Selina sobrevivió a Alexander, muriendo el 28 de junio de 1897.

## Vida pública
De 1815 a 1834, Campbell y su padre mantuvieron la iglesia Brush Run afiliada a una asociación local bautista. Tras varios desacuerdos sobre algunos temas, se alió con la Asociación Bautista de Mahoning. El único servicio político de Campbell fue como delegado en la Convención Constitucional de Virginia de 1829, llevada a cabo en Richmond. Allí conoció a algunos de los líderes políticos del momento y fue invitado a predicar en varias iglesias de la ciudad capital. En la primavera de 1824 se reunió con el líder de un movimiento similar en Estados Unidos, Barton W. Stone, en Georgetown, Kentucky. A partir de éste se produjeron otros encuentros en los que asistió Thomas Campbell. Los tres hombres confraternizaron desde el principio y concluyeron que estaban involucrados en un ministerio semejante, con idénticos objetivos y principios afines. En 1840, Campbell fundó el Bethany College en Betania, Virginia (ahora Virginia Occidental). Él creía que el clero debía ser educado universitariamente. Muchos líderes futuros de los Discípulos de Cristo y las Iglesias de Cristo se graduaron de la Universidad, aunque algunas congregaciones de estas últimas no fijen el mismo valor al estudio teológico y el clero profesional. Campbell visitó Reino Unido en 1847. Durante el viaje impartió conferencias en Inglaterra y Escocia. Se fue a Irlanda para entregar los fondos que habían levantado las iglesias del Movimiento de Restauración de Estados Unidos para el alivio de la Gran Hambruna. Mientras, en Glasgow, debatió con James Robertson sobre el tema de la esclavitud, que protegía el sur americano. Como resultado del intercambio feroz, Robertson demandó a Campbell por difamación. El estadounidense negó el cargo, pero fue detenido y encarcelado durante diez días. Campbell fue liberado cuando la orden de arresto fue declarada ilegal. El caso fue juzgado en última instancia, y el jurado decidió en su favor.

## Obras
A los veinte años, Campbell escribió varios ensayos morales bajo el seudónimo "Clarinda" y los publicó en un periódico local. En 1820, se publicó su debate con el Presbiteriano John Walker, recordándole la eficacia de escribir y publicar. Compró una prensa y construyó una pequeña imprenta en 1823, estableciendo lo que resultó para ser una exitosa operación editorial. Campbell editó y publicó dos revistas. La primera era El Cristiano Bautista, que dirigió desde 1823 a 1830. El título de la revista no convencía a los bautistas y desagradaba a los partidarios de la restauración total, quienes se oponían a cualquier vínculo denominacional. Esto le llevó a suspender su publicación y lanzar su segunda revista, el Heraldo Milenario, que comenzó en 1830 y continuado editar hasta su muerte en 1866. Llegó a ser menos activo durante la década de 1850. En ambas, ha defendido la reforma del cristianismo a lo largo de las líneas como fue practicado en la frontera estadounidense. Animó a las contribuciones de escritores que pensaban diferente de él, y las revistas alentaron un animado diálogo sobre las cuestiones en el movimiento de reforma. Con el cambio de El Cristiano Bautista al Heraldo Milenario quería que la nueva revista tuviera un tono más positivo, promoviera la reforma y preparara al mundo para el Milenio y la Segunda Venida de Cristo. Escribió varios libros, incluyendo El Sistema Cristiano. También escribió himnos, incluyendo "Sobre los bancos de Jordán estaba parado". Campbell compiló y publicó una traducción del Nuevo Testamento bajo el título Los Oráculos Vivientes. Publicado en 1826, se basó en una traducción de 1818 por George Campbell, James MacKnight y Philip Doddridge e incluye ediciones y extensas notas de Campbell.